# The Beatles Anthology
Pour les articles homonymes, voir Anthology.
The Beatles Anthology est un projet mené durant les années 1990 par les anciens Beatles, Paul McCartney, George Harrison et Ringo Starr, en compagnie de leur producteur historique George Martin et de quelques autres acteurs principaux de l'aventure de ce groupe majeur dans l'histoire de la musique populaire du XXe siècle. Le projet débouche, entre 1995 et 2000, sur la publication de trois double-albums CD, une série télévisée, aujourd'hui disponible en coffret DVD, et un beau-livre dans lesquels les Beatles racontent eux-mêmes leur histoire.

## Historique
Neil Aspinall, le directeur d'Apple Corps a produit, au début des années 1970, l'ébauche d'un documentaire télévisé sur l'histoire des Beatles qui s'intitulerait The Long and Winding Road. Celui-ci serait accompagné de la publication d'une collections des meilleurs succès sur 33 tours. Le projet de documentaire meurt dans l’œuf mais les compilations The Beatles 1962–1966 et 1967-1970, sorties en 1973, sont un succès commercial hors du commun.
En 1984, EMI et Capitol Records, proposèrent la création du disque Sessions (en), qui comprendrait treize chansons soit dans de nouvelles versions (par exemple la démo acoustique de While My Guitar Gently Weeps) ou inédites (Not Guilty), accompagné d'un 45 tours avec Leave My Kitten Alone comme face A accompagnée de la version pseudo-reggae de Ob-La-Di, Ob-La-Da, le tout remixé par Geoff Emerick.
Les trois membres survivants du groupe leur opposèrent un veto et le projet fut abandonné. Dix ans plus tard un projet plus ambitieux, qui inclura toutes ces chansons et plusieurs autres, verra le jour; les trois volumes Anthology et un documentaire d'une durée de près de six heures. Le titre Sessions  est repris pour les disques bonus des rééditions du cinquantenaire des albums.

## Les disques
Les trois albums doubles sur CD proposent des versions alternatives, des prises différentes, des documents sonores rares, des enregistrements en public et des interviews des Beatles. Le visuel des pochettes, une longue toile continue avec des retailles d'images du groupe, scindée pour les trois volumes, a été réalisé par Klaus Voormann, leur vieil ami d'Hambourg qui fut également l'auteur de celle de l'album Revolver en 1966. Ces trois compilations ont atteint la première place des palmarès.
- Anthology 1, publié le 20 novembre 1995, couvre la période allant de 1958 à 1964. Il inclut des documents sonores très rares datant de l'époque des Quarrymen, trois enregistrements effectués à Hambourg et d'une audition chez Decca, label prestigieux qui refusa d'engager le groupe, le Love Me Do original de la première séance d'enregistrement chez Parlophone le 6 juin 1962 avec Pete Best à la batterie, leurs premiers tubes joués en public (comme She Loves You), et va jusqu'aux séances de l'album Beatles for Sale. La première chanson d'Anthology 1, Free as a Bird, est un titre que John Lennon enregistra sous forme de maquette durant les années 1970, confié par sa veuve Yoko Ono aux autres ex-Beatles pour qu'ils y rajoutent un pont, leurs voix et leurs instruments, le tout étant produit par Jeff Lynne.

- Anthology 2, publié le 18 mars 1996, s'ouvre également sur une chanson inédite de John Lennon, Real Love, celle-ci complète, selon le même principe (bande offerte par Yoko Ono, instrumentations et voix des autres Beatles en addition, production de Jeff Lynne). La suite de l'album recouvre la période allant des séances de l'album Help! en 1965 à celles de Magical Mystery Tour en 1967, jusqu'à quelques enregistrements du début 1968 avant le voyage des Beatles en Inde. Le disque 1 inclut les derniers enregistrement live des Beatles et les premières prises de nombreux titres célèbres comme Yesterday. Le disque 2 offre d'entrée trois versions de Strawberry Fields Forever permettant de découvrir la progression dans la fabrication de ce titre. Il se termine par l'enregistrement original de la chanson de John Lennon Across the Universe.

- Anthology 3, publié le 28 octobre 1996, propose lui aussi des prises alternatives, des répétitions et des documents sonores inédits recouvrant les deux dernières années d'existence du groupe, des séances de l'« Album blanc » à celles d'Abbey Road. On découvre ainsi au début du disque 1 plusieurs chansons de ces deux albums dans leurs versions démo, enregistrées par leurs auteurs au printemps 1968 sur un magnétophone quatre pistes à Kinfauns, le domaine de George Harrison, à Esher dans le comté de Surrey. Le titre Because de John Lennon est aussi proposé dans une version a cappella avec les voix de John, Paul et George, sans l'instrumentation. Cette fois, aucun enregistrement de John Lennon n'est achevé par le groupe (Now and Then a été entamé mais finalisé qu'en 2023[3]). On utilise donc, en ouverture de l'album, une pièce orchestrale qui était destinée à l'introduction de la chanson Don't Pass Me By mais qui avait été laissée de côté. On donne à cet instrumental, écrit par George Martin, le titre A Beginning[4].

### Les singles
Deux singles ont aussi été publiés dans la foulée du projet Anthology; Free as a Bird / Christmas Time (Is Here Again) et Real Love / Baby's in Black (live au Hollywood Bowl). Une version maxi de chacun de ces 45-tours a aussi été commercialisée; on rajoute sur Free as a Bird les chansons I Saw Her Standing There et This Boy et sur le maxi Real Love on peut entendre Yellow Submarine et Here, There and Everywhere. Tous ces morceaux sont des versions inédites.

### Remastérisation
En 2011, la remastérisation des trois volumes a été publiée sur iTunes. Cette publication était accompagnée de la compilation Anthology Highlights qui comprenait des chansons complètes sélectionnées de cette collection. Le 4 avril 2016, ces trois albums ont été rendus disponible sur les plateformes de streaming Spotify, Amazon Prime, Apple Music, Deezer, Google Play, Napster (Rhapsody), Tidal, Microsoft Groove et Slacker (en).

## La série TV et le coffret DVD
Le projet de documentaire abandonné dans les années 1970 renaît de ses cendres vingt ans plus tard. En mai 1995, le projet Anthology est présenté en détail à la presse. Une centaine de pays achètent les droits de la série télévisée pour la somme de 65 millions de dollars. Les coûts de production de la série n'atteignant que 11 millions de dollars, les bénéfices sont donc énormes pour les trois Beatles survivants et Yoko Ono, le tout ne prenant pas en compte les ventes des trois albums doubles et des coffrets VHS et plus tard DVD.
La série télévisée de l'Anthology est suivie par 418 millions de téléspectateurs dans 94 pays différents. De plus, les courtes interviews enregistrées spécialement pour la promotion de l'évènement seront vues par un milliard de téléspectateurs. La diffusion des trois épisodes est effectuée sur ABC de 21h à 23h les dimanche le 19 novembre 1995, mercredi le 22 et s'est conclut le lendemain[réf. souhaitée]. En Angleterre, la première s'est faite le 26 novembre.
À l'instar de ce que sera le livre publié en 2000, ce sont les Beatles eux-mêmes qui racontent leur histoire à l'aide des nombreuses images tournées durant leur carrière, et parfois de leurs propres archives audiovisuelles. Neil Aspinall, George Martin et Derek Taylor interviennent aussi dans cette série dont la fabrication a pris cinq années. 
En septembre 1996, la série vidéo a été publiée en cassette VHS et en Laserdisc en 8 volumes. En 2003, elle est publiée cette fois dans un coffret de cinq DVD incluant un DVD bonus.  Dans ce dernier, on voit Paul McCartney, Ringo Starr et George Harrison, en juin 1994, jouer ensemble quelques titres de leurs débuts dans la propriété de ce dernier. On les surnommera pour le coup les « Threetles ». Ils se réunissent également avec George Martin dans les studios Abbey Road, devant la table de mixage, pour décortiquer ensemble des titres comme Tomorrow Never Knows ou Golden Slumbers.
- DVD 1 : Épisodes 1 et 2 (juillet 1958 à février 1964)
- DVD 2 : Épisodes 3 et 4 (février 1964 à août 1965)
- DVD 3 : Épisodes 5 et 6 (août 1965 à juin 1967)
- DVD 4 : Épisodes 7 et 8 (juin 1967 à la fin)
- DVD 5 : Matériel en bonus

La collection est sous-titrées en français et en plusieurs autres langues.

## Le livre
Dans le livre The Beatles Anthology (signé « By The Beatles »), publié en 2000 par Chronicle Books, très riche en illustrations et comprenant beaucoup d'archives personnelles, les Beatles racontent leur propre histoire. Tout le travail des éditeurs aura été de compiler et de transcrire les interviews des membres survivants et toutes les déclarations de John Lennon (assassiné en 1980) dans cette chronologie, datées, pour qu'au final, chacun des quatre membres s'exprime à parts égales sur tous les sujets et événements abordés. Sur la page couverture on y voit l'illustration complète de Klaus Voorman telle une affiche collée sur un mur derrière une bicyclette et un hydrant. Ce livre a été traduit en français par Philippe Paringaux et publié la même année par les Éditions du Seuil avec le titre « The Beatles Anthology par les Beatles ».

## Anthology2025
Le 20 août 2025, les réseaux sociaux des Beatles et de Paul McCartney laissent supposer la sortie d'un remixage de la collection, augmentée d'un quatrième disque.